# Warrea
Warrea es un género con cuatro especies de orquídeas originarias de México hasta el sur de América tropical.

## Descripción
Warrea presenta rizoma corto, con pseudobulbos ovoides, carnosos, suculentos y rizados, en algo que se asemejan a los del género Catasetum o Cyrtopodium, sin embargo, es diferente, más suave y brillante, envuelto en las vainas  que lo esconde en su juventud, son pocas los hojas dísticas, multinervadas, largas y anchas, con sus pseudopecíolo rígidos. La inflorescencia en forma de largos racimos, es recta y erguida y surge de las axilas de las vainas basales , con flores muy ornamentales de tamaño medio.
Las flores tienen los sépalos y los pétalos de la misma longitud, de forma similar, más o menos cóncavos y anchos. El labio es sésil, insertado a los pies de la columna, cóncavo, entero o ligeramente lobulado con los  márgenes seperiores ondulados y amplió el lóbulo central con dos o tres filas de discos carnosos. La columna es alargada y gruesa, clavados con ambiente formando pie. La antera correspondiente con dos pares de polinias cerosas.

## Distribución y hábitat
Contiene solo cuatro especies de hábitos terrestres, robustas, de crecimiento cespitoso, que habitan en lugares oscuros y húmedos o secos, ricos en humus, en climas más cálidos desde el América Central y el Caribe, y casi toda América del Sur.

## Evolución, filogenia y taxonomía
Fue propuesto por John Lindley en Edwards's Botanical Register 29: Misc. 14,, en el año 1843. La especie tipo es Warrea warreana  (Lodd. ex Lindl.) C.Schweinf. Antes Maxillaria warreana Lodd. ex Lindley. 

## Etimología
El nombre del género es un homenaje a F.Warr, coleccionista de orquídeas inglés, que descubrió ejemplares en Río de Janeiro.

## Especies
- Warrea bidentata Lindl. (1844)
- Warrea costaricensis Schltr. (1920)
- Warrea hookeriana (Rchb.f.) Rolfe (1910)
- Warrea warreana (Lodd. ex Lindl.) C.Schweinf. (1955)